# Karel II. Holý

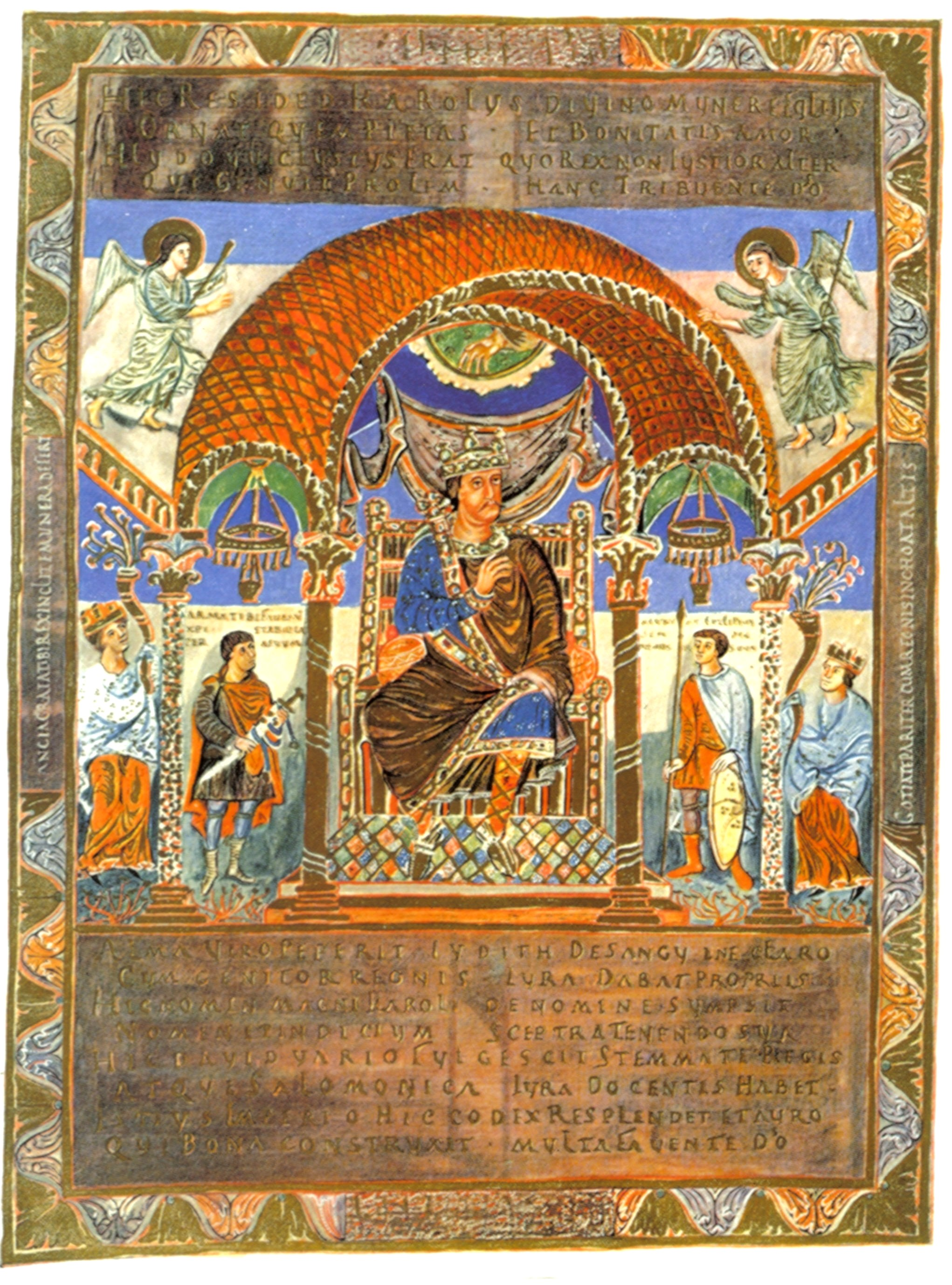
Karel II. Holý

Karel II. Holý (13. června 823 Frankfurt nad Mohanem – 6. října 877 Avrieux) byl zakladatelem a prvním králem Západofranské říše (843–877) a na konci svého života také římským císařem (875–877).

## Životopis

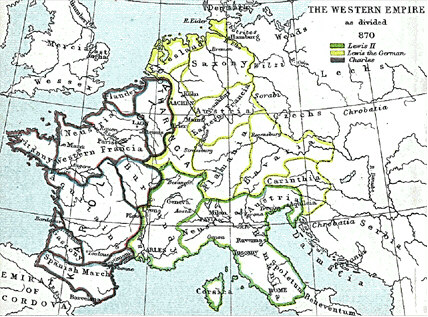
Západní Evropa roku 870

Karel II. pocházel z dynastie Karlovců. Narodil se jako nejmladší syn římského císaře Ludvíka I. Pobožného a jeho druhé manželky Judity Bavorské. Ludvík již záhy po svém nástupu na trůn v roce 814, tedy ještě před smrtí své první manželky a následným uzavřením druhého manželství, rozdělil svou říši zděděnou po Karlu Velikém mezi své tři syny z prvního manželství; toto rozdělení zajistil v srpnu roku 817 na sněmu v Cáchách tím, že nechal schválit přijetí aktu Ordinatio imperii (O uspořádání říše). Podle něj se vláda v říši byla rozdělena mezi Ludvíka a jeho tři syny takto: nejstarší Lothar dostal největší část říše (Itálie, Neustrie, Austrasie a četné oblasti v Německu – pozdější Středofranská říše) a stal se otcovým spoluvládcem. Druhorozený Pipin dostal Akvitánii, toulouskou marku a také čtyři hrabství: Carcassonne v Septimanii, Autun, Avalon a Nevers v Burgundsku (v podstatě Západofranská říše); nejmladší syn Ludvík dostal Bavorsko a Korutany (Východofranská říše). Rozdělení bylo doplněno řadou podmínek, např. že državy mladších synů Ludvíkových v případě jejich smrti nepřejdou na jejich dědice, ale budu rozděleny mezi Lothara a zbylé žijící bratry.
Situace se ovšem změnila po uzavření nového manželství a narození dalšího syna. Judita zcela pochopitelně usilovala o zajištění nějakého podílu v říši a na vládě pro svého syna Karla. To ovšem vyvolalo konflikt s jejími nevlastními syny z Ludvíkova prvního manželství. Roku 829 dostal Karel do držení Alsasko, Burgundsko a Alemanii, což bylo na úkor jeho bratra Ludvíka Němce. Různice a boje se s různými peripetiemi táhly řadu let. Hned roku 829 Ludvíkův nejstarší syn Lothar obvinil macechu z cizoložného svazku s Bernardem Septimanským, který údajně měl být i Karlovým otcem; roku 830 další syn, Pipin I. Akvitánský, oblehl otce a macechu v Compiègne, císařský pár byl zajat a Judita byla zavřena do kláštera sv. Kříže v Poitiers. Vládu převzal nejstarší ze sourozenců Lothar, což se ovšem nelíbilo jeho mladším bratřím, Pipinovi i Ludvíku Němci, kteří otce osvobodili. Lothar byl po několikaleté válce, v níž ještě jednou v letech 833–834 získal vládu (Judita v té době byla ve vyhnanství v Tortoně), vypuzen do Itálie. Zřízení podílu pro Karla se uskutečnilo roku 838, po Pipinově smrti. Ludvík pominul dědická práva jeho syna, svého vnuka Pipina II. Akvitánského, a předal Karlovi Akvitánii. Různice mezi potomky císaře Ludvíka Pobožného vyvrcholily po jeho smrti roku 840 bitvou u Fontenoy, v níž tři synové císařovi (Pipin byl již mrtev) spolu bojovali o nadvládu v říši – Lothar, který se po smrti otce stal císařem, s podporou Pipinova syna Pipina II. na jedné straně a Ludvík Němec s Karlem Holým na straně druhé. Lothar utrpěl těžkou porážku a na konci roku 842 uzavřel Karel II. se svým bratrem Ludvíkem tzv. Štrasburskou přísahu, kterou byla vytvořena aliance proti císaři. Vyvrcholením jejich odboje se stala o rok později Verdunská smlouva, díky které byla Franská říše rozdělena na tři království ovládané syny Ludvíka I. Pobožného. Ludvík II. Němec tak získal východní část státu (Východofranská říše, zárodek pozdějšího Německa), Lothar I. Itálii a střední část původní Franské říše (tzv. Středofranská říše) a Karel II. od té doby vládl v Západofranské říši (zárodek pozdější Francie).
Během své vlády v Západofranské říši dlouhý čas Karel II. bojoval s Vikingy, kteří obsazovali nebo pustošili pobřeží říše. Často se usazovali v ústí velkých řek (Loira, Seina, Rýn), odkud podnikali bojové výpravy. Během vlády Karla II. vynikly také nové knížecí rody (např. Bosovci nebo předkové Kapetovců). Druhou Karlovou manželkou se v roce 870 stala Richilda z Provence, jedna z příslušnic rodu Bosovců. V roce 870 smlouvou z Meersenu Karel II. také rozšířil svoji říši o románskou část Lotharingie (severní část Středofranské říše). Když v roce 875 zemřel jeho synovec, císař Ludvík II. (syn Lothara I.), Karel II. vpadl do Říma, kde získal italskou královskou korunu a také titul římského císaře. O rok později se pokusil zaútočit na Východofranskou říši, útok ale nebyl úspěšný. Roku 877 Karel II. potvrdil šlechtě dědičnost jejich lén. Na podzim téhož roku zemřel.

## Potomci
Se svou první manželkou, Ermentrudou Orleánskou, se Karel II. oženil roku 842. Ermentruda zemřela roku 869 a Karel II. si o rok později vzal Richildu z Provence, pro niž to bylo již třetí manželství.
1. manželka Ermentruda Orleánská
- Judita Flanderská (844–870), královna Wessexu
- Ludvík II. Koktavý (846–879), západofranský král
- Karel Dítě (847–866), akvitánský král
- Lothair (848–865), mnich
- Karloman (849–876), mnich
- Rotruda (852–912), abatyše
- Ermentruda (854–877), abatyše
- Hildegarda (narozena 856, zemřela mladá)
- Gisela (857–874)

2. manželka Richilda z Provence
- Rothilda (871–929), hraběnka z Bourges, později hraběnka z Maine
- Drogo (872–873)
- Pipin (873–874)
- syn (narozen 875, zemřel téhož roku)
- Karel (876–877)